# معادلة موجية
المعادلة الموجية  في الفيزياء هي معادلة تفاضلية جزئية من الدرجة الثانية تصف بشكل عام حركة الأمواج سواء كانت أمواجا صوتية أو ضوئية أو مائية. تدرس الفيزياء انتشار تلك الموجات. ينشأ الصوت من موجات صوتية، وينشأ الضوء من موجات كهرومغناطيسية وتدرس موجات الموائع في ديناميكا الموائع.
وتاريخيا فكان الصوت هو أول ما درسه العلماء في اهتزاز الأوتار في مختلف الآلات الموسيقية. واهتم بتلك الدراسة العديد من العلماء منهم «جين دي لامبرت» و «ليونهارد أويلار» و «دانيل بيرنولي» وجوزيف لاغرانج.

## المعادلة الموجية
تكتب المعادلة الموجية على الصورة:
{\displaystyle {\frac {1}{c^{2}}}{\frac {\partial ^{2}u}{\partial t^{2}}}-\sum _{i=1}^{n}\left({\frac {\partial ^{2}u}{\partial x_{i}^{2}}}\right)=0}

موجة كروية تنتشر من نقطة. تنتشر الموجة هنا في بعدين.

لدالة حقيقية أو دالة مركبة {\displaystyle u(t,x_{1}\dots x_{n})\,.} تعتمد على المكان والزمن، مثل تلك الدالة (النبضة) قد يكون مثلا التغير في مطال المجال الكهربائي أو مطال المجال المغناطيسي لموجة ضوئية.
تسمى هذه المعادلة «معادلة دي لامبرت». وإذا استخدمنا {\displaystyle t'=c\,t\,,} للزمن في المعادلة الموجية الضوئية (حيث c سرعة الضوء في الفراغ)، فإن
{\displaystyle c^{2}} سوف تختفي من المعادلة، حيث أنها تعتبر إذن مساوية للواحد (
{\displaystyle c=1\,.}).
وحل تلك المعادلة ينتج موجة. ونظرا لكون معاملات الدالة الموجية لا تعتمد على المكان ولا تعتمد على الزمن فإن انتشار الموجات أيضا لا يتغير من مكان إلى مكان أو مع الزمن. الموجات المتأخرة أو الموجات المنزاحة هي أيضا موجات ولكنها تكون منزاحة الطور.
كما توجد «معادلة موجية غير متجانسة» وهي تتكون من معادلة تفاضلية خطية غير متجانسة:
{\displaystyle {\frac {1}{c^{2}}}{\frac {\partial ^{2}u}{\partial t^{2}}}-\sum _{i=1}^{n}\left({\frac {\partial ^{2}u}{\partial x_{i}^{2}}}\right)=v(t,x_{1}\dots x_{n})\,.}

## حل المعادلة الموجية المتجانسة في بعد واحد
يمكن صياغة المعادلة الموجية المتجانسة في بعد واحد كالآتي:
{\displaystyle {\frac {1}{c^{2}}}{\frac {\partial ^{2}u}{\partial t^{2}}}-{\frac {\partial ^{2}u}{\partial x^{2}}}=0}
هذه الموجة تنتشر في بعد واحد وهو المحور السيني x ، والحل العام لهذه المعادلة هو:
{\displaystyle u\left(t,x\right)=f(x+ct)+g(x-ct)}
وهي تتكون من دالتين
{\displaystyle f(x)\,} و {\displaystyle g(x)\,} قابلتين للتفاضل مرتين. وفيها يشكل الجمع الأول موجة منتشرة بالسرعة c إلى اليسار ويشكل الجمع الثاني موجة منتشرة بنقس السرعة إلى اليمين. ويمكن كتابة تلك الدالتين {\displaystyle f} و {\displaystyle g} كدالات جيبية خطية:
{\displaystyle \cos(kx-\omega t+\varphi )}
أو كدالات أسية مركبة:
{\displaystyle \mathrm {e} ^{\mathrm {i} (kx-\omega t)}\,}
{\displaystyle u(t,x)={\text{Re}}\int \mathrm {d} k\,a(k)\,\mathrm {e} ^{\mathrm {i} (k\,x-\omega \,t)}}
ويعتمد التردد:
{\displaystyle \omega =|k|\,c}
على القيمة المطلقة للعدد الموجي {\displaystyle |k|\,} .
يحتوي المطال المركب {\displaystyle a(k)} على طور الموجة {\displaystyle \varphi {(k)}} .

## الحل بوضع قيم مبدئية
نفترض الحدود المبدئية للحل العام للدالة الموجية
{\displaystyle u\left(t,x\right)=f(x+ct)+g(x-ct)} باختيار قيم الدالة عند الزمن = 0 :
{\displaystyle u\left(0,x\right)=\phi (x)}
والقيمة المبدئية للمشتقة بالنسبة للزمن:
{\displaystyle {\tfrac {\partial u}{\partial t}}\left(0,x\right)=u_{t}(0,x)=\psi (x)}
ينتج عن تلك الحدود المبدئية الآتي:
{\displaystyle \phi (x)=u\left(0,x\right)=f(x)+g(x)}
{\displaystyle \psi (x)=u_{t}\left(0,x\right)=c\left(f'(x)-g'(x)\right)}
وبإجراء التكامل على المعادلة الثانية:
{\displaystyle f(x)-g(x)={\frac {1}{c}}\int _{x_{0}}^{x}\psi (\xi )\,\mathrm {d} \xi ,}
وبحل المعادلة نحصل على:
{\displaystyle f(x)={\frac {1}{2}}\left(\phi (x)+{\frac {1}{c}}\int _{x_{0}}^{x}\psi (\xi )\,\mathrm {d} \xi \right)}
{\displaystyle g(x)={\frac {1}{2}}\left(\phi (x)+{\frac {1}{c}}\int _{x}^{x_{0}}\psi (\xi )\,\mathrm {d} \xi \right)}
ويصبح حل المعادلة الموجية عند الحدود المبديئة المختارة هو:
{\displaystyle u(t,x)={\frac {1}{2}}\left(\phi (x+ct)+\phi (x-ct)+{\frac {1}{c}}\int _{x-ct}^{x+ct}\psi (\xi )\,\mathrm {d} \xi \right)}

## المعادلة الموجية في ثلاثة أبعاد
يمكن حل المعادلة الموجية في ثلاثة ابعاد (للمكان) باعتبارها مجموعة خطية لموجات مستوية:
{\displaystyle \mathrm {e} ^{\mathrm {i} (\mathbf {k} \mathbf {x} -\omega t)}\ {\text{with}}\ \omega =\left|\mathbf {k} \right|c}
تنتشر تلك الموجة المستوية بالسرعة
c في الاتجاه {\displaystyle \mathbf {k} }.
ويكون حلها العام على الصورة:
{\displaystyle u(t,\mathbf {x} )={\text{Re}}\int \mathrm {d} ^{n}k\,a(\mathbf {k} )\,\mathrm {e} ^{\mathrm {i} (\mathbf {k} \,\mathbf {x} -|\mathbf {k} |\,c\,t)}}
وهي تحتوي هنا على الشق الحقيقي Re ، ولكن هذا الحل العام لم يأخذ القيم المبدئية في الحسبان التي تؤثر على النتيجة النهائية.
يمكن حل المعادلة الموجية في ثلاثة ابعاد عن طريق افتراض متوسط للقيم المبدئية. فبافتراض أن الدالة {\displaystyle u(t,\mathbf {x} )} ومشتقتها بالنسبة للزمن كانتا {\displaystyle \phi } و {\displaystyle \psi } عند {\displaystyle t=0} ، نحصل على:
{\displaystyle u(0,\mathbf {x} )=\phi (\mathbf {x} )\,,\ {\frac {\partial }{\partial t}}u(0,\mathbf {x} )=\psi (\mathbf {x} )\,,}
ويكون حل العادلة الموجية هو المجموعة الخطية متوسطات (بافتراض أن {\displaystyle c=1} للتبسيط):
{\displaystyle u(t,\mathbf {x} )=t\,M_{t,\mathbf {x} }[\psi ]+{\frac {\partial }{\partial t}}(t\,M_{t,\mathbf {x} }[\phi ])}
وفيها تعني:
{\displaystyle M_{t,\mathbf {x} }[\chi ]={\frac {1}{4\,\pi }}\int _{-1}^{1}\!\!\mathrm {d} \cos \theta \int _{0}^{2\pi }\!\!\mathrm {d} \varphi \,\chi (\mathbf {x} +t\mathbf {n} (\theta ,\varphi ))\quad {\text{with}}\quad \mathbf {n} (\theta ,\varphi )={\begin{pmatrix}\sin \theta \cos \varphi \\\sin \theta \sin \varphi \\\cos \theta \end{pmatrix}}}
القيمة المتوسطة للدالة {\displaystyle \chi \,,} وقد حـُسب المتوسط لسطح كرة حول النقطة {\displaystyle \mathbf {x} } بنصف القطر {\displaystyle |t|\!\,} . ويصبح:
{\displaystyle M_{0,\mathbf {x} }[\chi ]=\chi (\mathbf {x} )\!\,.}
وكما يتضح أن حل العادلة يعتمد على القيم المبدئية المختارة / وهو يعتمد عند الزمن
{\displaystyle t} عند المكان {\displaystyle \mathbf {x} } على القيمة المبيدئية فقط للمكان {\displaystyle \mathbf {y} } والتي نصل بها إلى {\displaystyle \mathbf {x} } خلال الفترة الزمنية {\displaystyle |t|} بسرعة الضوء {\displaystyle c=1} .

## موجة كرية ذات تردد معين
يهتز مصدر نقطي بتردد معين f وطور موجة = 0 عند الزمن t = 0 حيث المسافة بين قمتين 2a (طول موجة). وتنتشر من تلك النقطة موجة كروية. سيتغير طور الوجة المنتشرة بالقيمة kr حيث r هي المسافة المقطوعة بعيدا عن المصدر. ويقل مطال الموجة طبقا لـ 1/r حيث أن الطاقة ستنخفض طبقا لـعلاقة r−2.
وبذلك يبلغ مطال الموجة الكروية 
عند المسافة r :
{\displaystyle u(t,r)=Re\left[{\frac {a}{r}}e^{i\left(\omega t-kr\right)}\right]}
Re هو الشق الحقيقي من حل معادلة الموجة الكرية مع إهمال الشق التخيلي.